# Floating (album)
Floating – trzeci album studyjny niemieckiej grupy rockowej Eloy, wydany w 1974 roku nakładem Harvest Records.

## Lista utworów
Opracowano na podstawie materiału źródłowego.
Wydanie LP:
Strona A
| Nr | Tytuł utworu                   | Muzyka | Długość |
| -- | ------------------------------ | ------ | ------- |
| 1. | „Floating”                     | Eloy   | 3:59    |
| 2. | „The Light from Deep Darkness” | Eloy   | 14:37   |
|    |                                |        | 18:36   |

Strona B
| Nr | Tytuł utworu        | Muzyka | Długość |
| -- | ------------------- | ------ | ------- |
| 1. | „Castle in the Air” | Eloy   | 7:13    |
| 2. | „Plastic Girl”      | Eloy   | 9:05    |
| 3. | „Madhouse”          | Eloy   | 5:16    |
|    |                     |        | 21:34   |

- słowa do Madhouse napisał Gordon Bennit

## Twórcy
Opracowano na podstawie materiału źródłowego.
Muzycy:
- Frank Bornemann – gitara, śpiew
- Luitjen Janssen – gitara basowa
- Fritz Randow – perkusja, instrumenty perkusyjne
- Manfred Wieczorke – organy, gitara

Produkcja:
- Eloy – produkcja muzyczna
- Wolfgang Thierbach, Helmut Rüßmann – inżynieria dźwięku